# Sông Đắk R' Baye
Sông Đắk R' Baye là một con sông đổ ra Sông Đắk Lô. Sông Đắk R' Baye chảy qua các tỉnh Kon Tum, Quảng Ngãi .
Sông có chiều dài 12 km và diện tích lưu vực là 49 km² .